# Maple
 Denne artikel bør gennemlæses af en person med fagkendskab for at sikre den faglige korrekthed.

Maple (forkortelse for: Mathematical manipulation language) er et kommercielt matematik-computerprogram som fokuserer på symbolske og numeriske løsninger til matematiske problemer. Dermed indeholder Maple et Computer Algebra System (CAS). Maple findes til tre styresystemer.

## Historie
Maple blev oprindeligt udviklet i 1981 ved University of Waterloo i Ontario, Canada.
Maples logo er et blad; som ligner ahorntræets blad i Canadas flag, der hedder the Maple Leaf Flag.
Programmet blev solgt og udvikles siden af firmaet Maplesoft; i september 2009 blev Maple og Maplesoft købt af den japanske softwareforhandler Cybernet Systems.
Af programmets version historie
Siden 2015 har hver version af Maple adopteret et årstal som versionsnummer. I marts 2020 blev Maple 2020.0 lanceret.

## Features og kommandoer
- Computer Algebra System (CAS)[5] til matematiske beregninger: symbolsk, algebraisk og numerisk løsning af matematiske problemer, f.eks.[15]
  - "pretty-printing" af matematiske formler (se infoboksens illustration og nedenfor illustration af differentialligning.)
  - løse ligning[3] med[16] denne kommando[17]: solve{\displaystyle (x^{2}+3x+14=0)} (Dette er et eksempel.)
  - beregne differentialkvotient med denne kommando[18]: {\displaystyle {d \over dx}f}
  - beregne ubestemt integrale (stamfunktion) med denne kommando[19]: {\displaystyle \int f(x)dx}
  - beregne bestemt integrale (areal) med denne kommando[20]: {\displaystyle \int \limits _{a}^{b}f(x)dx}
  - beregne grænseværdier[5][17]
  - Maple løser differentialligning med[21] denne kommando[22]: dsolve{\displaystyle (y'(x)=k\cdot y(x)} , {\displaystyle y(x))} (Dette er et eksempel. Se også illustration og tabel nedenfor).[23]
  - Maple kan løse[24] multipelt integral,[25] herunder dobbelt integral og tripel integral.[26]
  - konvertere enheder til eller fra SI.[17]
  - Matrix og vektorregning[17]
  - sumrække (summation)[5][17]
- Statistik
- Finansiel modellering, analyse og applikationsudvikling
- Teknisk beregning: analyse, signalbehandling og visualisering, herunder grafer i 2D og grafer i 3D[17]
- Programmering[17]

### Manualer o.a.
Maplesoft har en webside om hjælp til Maple.
Online findes der flere manualer til Maple kommandoer og quick start guides.

## Styresystemer
Maple findes til disse tre styresystemer:
- Microsoft Windows
- Apple macOS
- Linux

## Presseomtale o.l.
Maple er omtalt i Dagbladet Ingeniøren; Ifølge artiklen kan Maple anvendes som alternativ til grafregneren TI-89; for en række kommandoer er identiske for TI-89 og Maple.
Disse tre CAS-softwares hjælper kunstig intelligens med at lære matematik: Maple, MATLAB og Mathematica.

### Maple i undervisning
Siden 2002 har Undervisningsministeriet været opmærksom på anvendelsen af Maple.
Maple finder anvendelse i både folkeskolen og i gymnasiet. Maple, Xcas & GeoGebra kan hjælpe med at lære matematik B-niveau og A-niveau.
Maple er nævnt på Danske Science Gymnasiers hjemmeside og på en række danske universiteters hjemmesider: KU, AU, AAU, SDU, RUC, DTU & ITU.

### Tabel
Maple hører til denne gruppe af CAS-softwares
| Navn                                  | Software licens             | Programmeringssprog    | MS Windows | macOS                | Linux  | Andre OS      | Kommando løser differentialligning                                          | Note og kilde       |
| ------------------------------------- | --------------------------- | ---------------------- | ---------- | -------------------- | ------ | ------------- | --------------------------------------------------------------------------- | ------------------- |
| CPMP-Tools                            | freeware eller fri software | java                   | Windows    | macOS                | Linux  |               |                                                                             | [ 54 ]              |
| ExpressionsinBar                      | freeware eller fri software | ?                      |            | 64 bit app for macOS |        |               | desolve({\displaystyle y'=b\cdot y-a} , {\displaystyle y})                  | [ 55 ]              |
| GeoGebra                              | freeware eller fri software | java                   | Windows    | macOS                | Linux  | Android & iOS | SolveODE(                                                                   | også som web app    |
| Maple *                               | kommerciel                  | C, Java, Maple         | Windows    | macOS                | Linux  |               | dsolve{\displaystyle (y'(x)=k\cdot y(x)} , {\displaystyle y(x))}            | [ 59 ]              |
| Mathematica *                         | kommerciel                  | Wolfram Language, Lisp | Windows    | macOS                | Linux  | Solaris       | DSolve({\displaystyle y'=k\cdot y} , {\displaystyle y})                     | også som web app    |
| MATLAB                                | kommerciel                  | C/C++, MATLAB          | Windows    | macOS                | Linux  |               |                                                                             | [ 63 ]              |
| Maxima                                | freeware eller fri software | Common Lisp            | Windows    | macOS                | Linux  | Android       | ode2 (eqn, dvar, ivar)                                                      | også som online app |
| SageMath                              | freeware eller fri software | Python 3               | Windows    | macOS                | Linux  |               | desolve({\displaystyle y'=b\cdot y-a} , {\displaystyle y})                  | [ 67 ]              |
| Singular                              | freeware eller fri software | C++                    | Windows    | macOS                | Linux  |               |                                                                             | findes også online  |
| TI-Nspire CX CAS                      | kommerciel                  | ?                      | Windows    | macOS                |        |               | deSolve({\displaystyle y'=b\cdot y-a}, {\displaystyle x},{\displaystyle y}) | [ 71 ] [ 72 ]       |
| TI-89 simulator & TI-92 Plus emulator | freeware eller fri software | ?                      | online     | online               | online | online        | deSolve({\displaystyle y'=b\cdot y-a}, {\displaystyle x},{\displaystyle y}) | [ 73 ] [ 74 ]       |
| Xcas                                  | freeware eller fri software | C++                    | Windows    | macOS                | Linux  | Android       | desolve({\displaystyle y'=b\cdot y-a} , {\displaystyle y})                  | [ 41 ]              |
| Yacas                                 | freeware eller fri software | C++                    | Windows    | macOS                | Linux  |               | OdeSolve({\displaystyle y''-4*y==0} )                                       | [ 77 ]              |

* løser også triple integraler.